# 語音転換
語音転換（ごおんてんかん、または頭音転換 (とうおんてんかん)、英語：Spoonerism, スプーナリズム、フランス語：Contrepèterie, ドイツ語：Schüttelreim）とは、滑稽な効果を狙って、句の中のいくつかの音素、特定の音節を置換して新しい句を作る言葉遊び。あるいは同様の言い間違いのことである。いろいろな言語の中に語音転換の例を見つけることが可能である。
スプーナリズムという名称は、英国の神学者ウィリアム・アーチボルド・スプーナーの失敗談に由来し、1885年頃から教え子らの創作を含むものが普及していった。フランスでは16世紀にフランソワ・ラブレーやエティエンヌ・タブロットの使用例がある。

## 英語の例
- Mardon me, padam, this pie is occupewed. Can I sew you to another sheet?

正しくは「Pardon me, madam, this pew is occupied. Can I show you to another seat?（すみません、マダム。この席はふさがっております。別の席にご案内いたしましょうか?）」。日本語で表せば、冒頭部分の「すみません、マダム」が「まみません、スダム」と置換されたようなもの。
- Shoving Leopard（Loving Shepherd） - 「The Lord is a Loving shepherd（主は慈悲深き羊飼いである）」を「The Lord is a Shoving Leopard（主は乱暴な豹である）」と言い間違える聖職者ジョークとして用いられる[2]。

- the terriers and bariffs（the barriers and tariﬀ） - 大統領候補時代のジョージ・W・ブッシュのスピーチでの言い間違い[3]。

また、人名の語音転換は定番の遊びであり、特に世界的な著名人名を頭音転換したものを芸名や役名にする例は枚挙にいとまがない。例「Himi Jendrix」「Maul & PcCartney」「Cill Blinton」

## 日本語の例
日本語においては、随筆家の内田百閒が、「ハマクラカム（鎌倉ハム）」「ババタノタカ（高田馬場）」、「コンデルスゾーンのメンチェルト（メンデルスゾーンのコンチェルト）」などとして楽しんだことが知られる。
倒語に分類されることもあるが、1960年代〜80年代のジャズ演奏家の間では、「調子いい」を「C調（しいちょう）」、「銀座で寿司」を「ざぎんでしーすー」などとする言葉遊びが隠語として使われ、のちにテレビを通じて有名となった（ズージャ語も参照）。
ムーブメントを起こした例としては、1980年代後半のテレビ番組「いきなり!フライデーナイト」において、姓名の語音転換に限定した投稿コーナー「しりすえもんじ（森末慎二）」が人気を集めた事例があり、ネタをまとめた書籍も出版されたほどである。同コーナーでの代表的なネタとなった「けつだいらまん（松平健）」は、後に魔夜峰央「パタリロ!」（第41巻）、漫☆画太郎「けつだいらまん物語」（短編漫画集「まんカス」収蔵）、アニメ「銀魂」（第227話）、大喜利サイトboketeなどに流用された。
黎明期のインターネットでも、人気サイト「スレッジハンマーウェブ」の企画として、人名に限らない頭音転換の投稿コーナーが盛り上がった例がある。ただし、このサイトで殿堂入り的な高評価をされた4作品（通称：四天王）「けつだいらまん」「マール・ポッカートニー（ポール・マッカートニー）」、「しりもんいち（森進一）」「コーモンでぐれ（デーモン小暮）」は、前述の番組本に掲載されていたネタの流用であった。

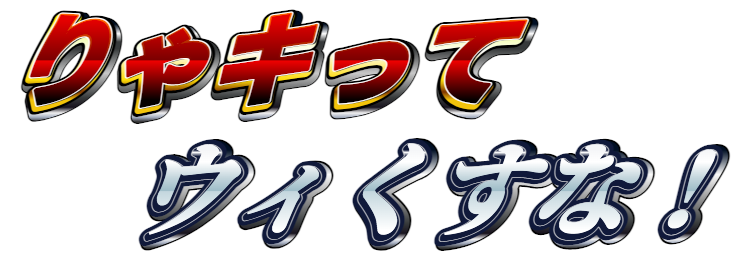
5000兆円フォントを用いた頭音転換の例（元の文章は「Wikiって略すな」）

2010年代後半には、「5000兆円フォント」と呼ばれるロゴジェネレーターで作成した番組テロップ風のパロディ画像の文句として、「ゴツゴツのアハン（アツアツのゴハン）」、「チャラチャラのパーハン（パラパラのチャーハン）」や「カツカツグレー（グツグツカレー）」などのネタをTwitterや大喜利サイトに投稿する一時的なブームがあった。
変換後の表現のパターンとしては、内田のように無意味で滑稽な言葉の響きを楽しむナンセンス系のネタと、しりすえのように別の意味が発生することを面白がる駄洒落系のネタがある。前者の著名な例として「ジャイケル・マクソン（マイケル・ジャクソン）」、後者には「ゴリラゲイ雨（ゲリラ豪雨）」がある。
他に、阿藤快と加藤あいが頭音転換の関係にあることが知られている。

## その他の例

### 作品名
- 鉄コン筋クリート（鉄筋コンクリート）
- ラニー・バビット（英語版） - シェル・シルヴァスタインの死後に発表されたスプーナリズムで構成された児童書。

### 芸名
- Buck Cherry（Chuck Berry） - カナダのパンクロックバンドModernettesのギタリスト。
- バックチェリー（同上）
- ウォルピスカーター（カルピスウォーター）

### ギャグ
- アツはナツい（夏は暑い） - エンタツ・アチャコ考案が定説である。

## 関連する人物
- バーナード・バース（英語版） - 認知神経科学者。スプーナリズムの研究実績がある。
- 東福寺一郎 - 心理学者。元三重短期大学学長。日本語におけるスプーナリズムの研究実績がある。